# Pseudochelonarium conspersum
Pseudochelonarium conspersum is een keversoort uit de familie Chelonariidae. De wetenschappelijke naam van de soort is voor het eerst geldig gepubliceerd in 1881 door Reitter.